# HOT (gruppo musicale)
Gli H.O.T. (에쵸티?, EchotiLR, acronimo di "High-five Of Teenagers") erano un popolare gruppo pop sudcoreano composto di cinque membri, nato alla metà degli anni '90. Formato dall'etichetta discografica SM Entertainment, il gruppo si sciolse nel 2001.

## Storia
Il gruppo, i cui membri all'epoca della formazione erano tutti giovanissimi, fu creato dalla compagnia con l'obiettivo specifico di indirizzare la loro musica verso un pubblico giovane, adolescente o pre-adolescente, da qui deriva anche il significato dell'acronimo del loro nome. Gli H.O.T sono stati spesso considerati come i pionieri della moda dei gruppi idol (paragonabili alle boy band occidentali, ma di sesso misto) coreani, in special modo per aver portato la musica popolare tradizionale al livello delle generazioni più giovani.

### Scioglimento e carriere successive
Gli H.O.T si sciolsero a maggio del 2001, a causa della fine del loro contratto con l'etichetta SM Entertainment e di alcune questioni finanziarie. Nello specifico, i tre membri An, Jang e Lee ricevettero una royalty di solo 1 cent per ogni copia venduta dei loro album, equivalente a 10.000$ per un milione di copie. D'altra parte, Kangta e Moon avrebbero ricevuto più royalty, causando rivalità tra i membri e, quindi, lo scioglimento totale.

## Formazione
- Moon Hee-joon (Seul, 14 marzo 1978) – leader, voce (1996-)
- Jang Woo-hyuk (Taegu, 8 maggio 1978) – rapper (1996-)
- Tony (nato An Seun-gho; Seul, 7 giugno 1978) – voce, rapper (1996-)
- Kangta (nato An Cheol-hyun; Seul, 10 ottobre 1979) – voce (1996-)
- Lee Jae-won (Corea del Sud, 5 aprile 1980) – rapper (1996-)

## Discografia

### Album in studio
- 1996 – We Hate All Kinds of Violence
- 1997 – Wolf and Sheep
- 1998 – Resurrection
- 1999 – Iyah!
- 2000 – Outside Castle

### Album dal vivo
- 1999 – Greatest Hits - Song Collection Live Album
- 2000 – 99 Live in Seul
- 2001 – Forever 2001 Live Concert

### Raccolte
- 2001 – Age of Peace: The Original Soundtrack

### Apparizioni in compilation
- 1999 – Christmas In SMTOWN
- 2000 – Christmas Winter Vacation In SMTOWN.com
- 2001 – Christmas Winter Vacation in SMtown.com